# Collins Street
Collins Street es una calle importante situada en el centro de Melbourne, Australia, con dirección este-oeste aproximadamente. Ha sido tradicionalmente la calle principal y más conocida de la ciudad. También se considera a menudo la calle más importante de Australia, con algunos de los mejores edificios victorianos del país y la mayoría de las boutiques prestigiosas y comercios de alta gama. El tramo de Collins Street entre Elizabeth y King Street ha sido durante mucho tiempo el centro financiero de Melbourne y alberga las oficinas de varios bancos y aseguradoras.

## Historia

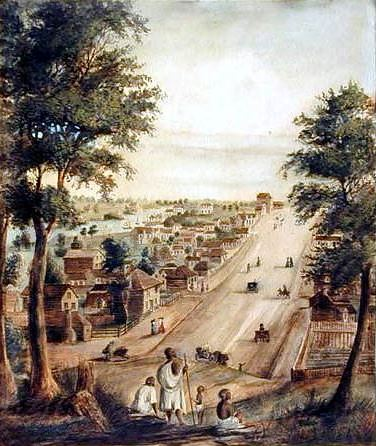
Aborígenes en Collins Street, Melbourne, 1839. Acuarela de W. Knight

Trazada por el topógrafo Robert Hoddle, Collins Street tenía una longitud exacta de una milla y una anchura de una cadena y media (30 m). Se llamó en honor al Teniente-Gobernador David Collins, quien dirigió un grupo de colonos en el establecimiento de un asentamiento de corta duración en Sorrento, Península de Mornington, al sur de Melbourne, a comienzos del siglo XIX. Posteriormente se convirtió en el primer gobernador de la colonia de Tierra de Van Diemen, que posteriormente se convertiría en Tasmania.

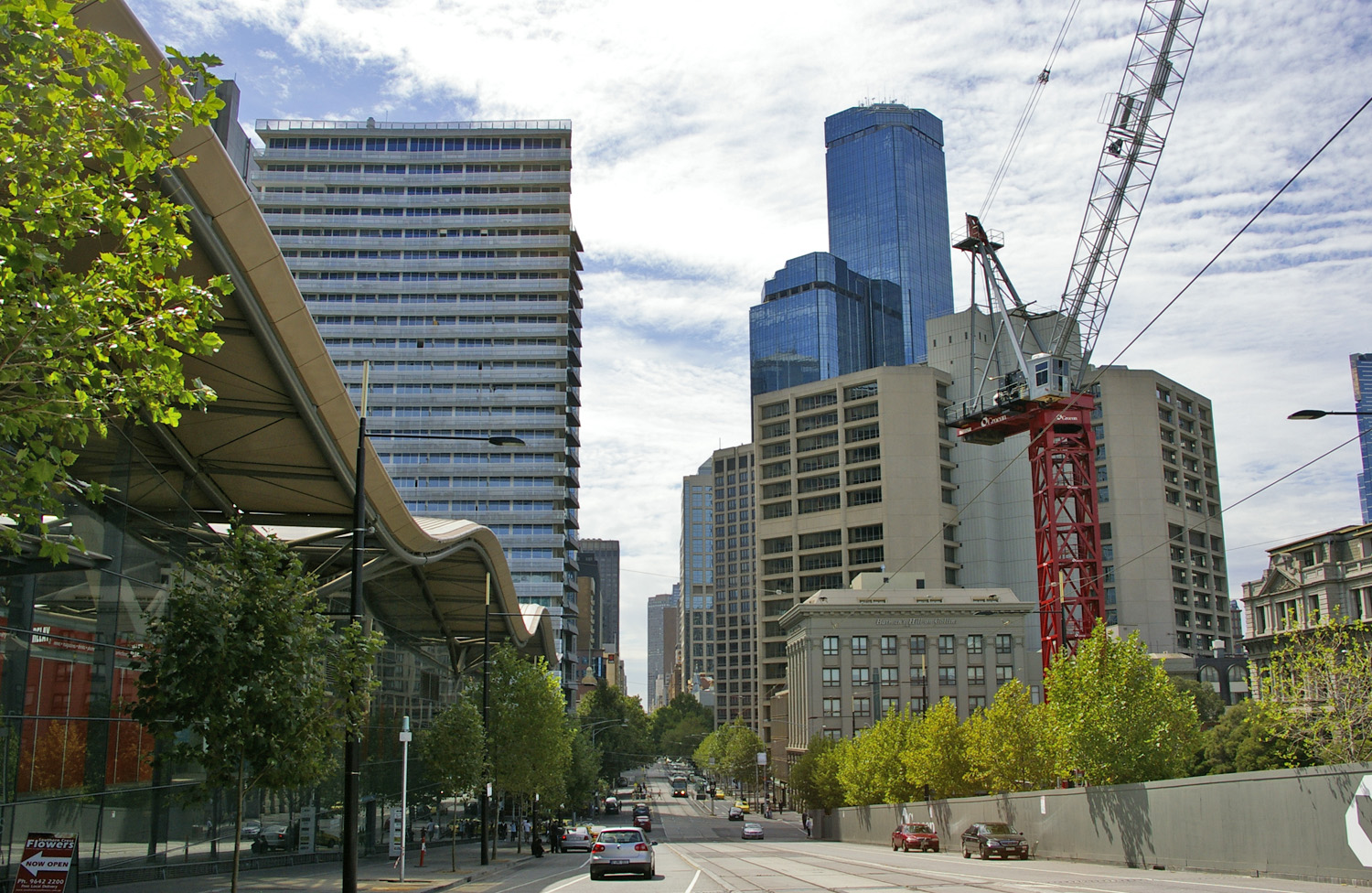
Vista de Collins Street desde Southern Cross Station

En el extremo oeste de la calle estaba Batman's Hill, llamada así por el aventurero y ganadero John Batman, quien construyó una casa en la base de la colina en abril de 1836, donde vivió hasta su muerte en 1839.
Las primeras mejoras importantes de la calle se realizaron a mediados de la década de 1850, incluyendo bordillos y canalones, y la introducción de alumbrado de gas en 1855. Los primeros árboles de la calle eran olmos, plantados en 1875. Se tendió una línea de tranvía con cables en 1886 que estuvo en funcionamiento hasta 1930.
Durante finales del siglo XIX y comienzos del XX, el extremo superior de Collins Street estaba dominado por consultas de médicos. El prestigioso Melbourne Club era una dominante presencia cultural. También era la ubicación de Grosvenor Chambers (9 Collins Street), que fue el primer estudio personalizado de Australia, usado por muchos artistas australianos.
Hacia finales del siglo XX "doing the Block" se convirtió un pasatiempo para los compradores de la Block Arcade en la zona comercial de la calle, entre las calles Elizabeth y Swanston.

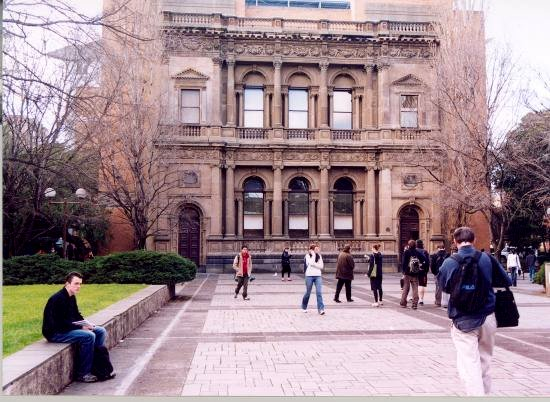
La fachada del Collins Street Bank of New South Wales se trasladó para convertirse en el Commerce Building de la Universidad de Melbourne.

La oficina del Bank of New South Wales en Melbourne le valió al arquitecto Joseph Reed un primer premio de arquitectura. Cuando se demolió el edificio, en 1935, la fachada fue trasladada a la Universidad de Melbourne para convertirse en el Commerce Building (ahora la administración de la Facultad de Arquitectura, Construcción y Urbanismo)
Durante las décadas de 1950 y 1960, la calle se sometió a una extensa renovación y muchos edificios históricos fueron demolidos por Whelan the Wrecker, a pesar de los esfuerzos de National Trust y el grupo "Save Collins Street". Aunque sobreviven algunos ejemplos de arquitectura del boom, los ejemplos más gradiosos fueron demolidos. Las pérdidas más importantes fueron los grandes edificios victorianos, incluidos el Federal Coffee Palace, Colonial Mutual Life Building, Robb's Buildings, Queen Victoria Buildings, City of Melbourne Bank, Scott's Hotel, Melbourne Mansions y APA building. Muchos de los edificios destruidos en esta época fueron documentados por el fotógrafo arquitectónico Mark Strizic y se pueden encontrar en los archivos de la Biblioteca Estatal de Victoria.
Entre 2003 y 2005, Collins Street se extendió hacia el oeste más allá de Spencer Street, y actualmente termina frente a la nueva sede de ANZ y Myer, en los Docklands. Se extenderá más hacia el oeste en el futuro, lo que creará una intersección entre Bourke Street y Collins Street, dos de las calles más importantes de Melbourne.

## Arquitectura
Como el centro financiero y antiguo centro comercial de Melbourne, Collins Street posee alguno de los mejores ejemplos de arquitectura victoriana de Melbourne.
Hay grandes iglesias como la Iglesia Bautista de Collins Street (1845), la Iglesia de San Miguel (1866) y la Iglesia de los Escoceses (1874).
Algunos edificios comerciales significativos son Alston's Corner (1914) de Nahum Barnet, excelente ejemplo de la arquitectura eduardiana, mientras que el Block Arcade de D.C Askew (1893) es un ejemplo excelente de la arquitectura manierista victoriana.
Hacia el extremo financiero hay algunos grandes ejemplos de arquitectura gótica victoriana o "Catedrales del Comercio". Entre ellas está la antigua Bolsa (1888), de William Pitt con estilo gótico veneciano, el Gothic Bank (1883) de William Wardell, que incluye alguno de los mejores interiores de Melbourne y A.C Goode House diseñada por Wright, Reed & Beaver (1891).
La antigua Cámara abovedada del Commonwealth Bank of Australia está dentro de la torre postmoderna 333 Collins Street. Fue diseñada por Lloyd Tayler y Alfred Dunn y construida en 1891.
Algunos de los edificios más altos de Australia están en Collins Street, incluidas las Rialto Towers, las torres 1 y 2 de Collins Place, Nauru House, 120 Collins Street, 101 Collins Street y ANZ World Headquarters (en el 380 de  Collins Street, que está inegrado en la antigua Bolsa y el Gothic Bank).

## Teatros
Collins Street contiene los teatros Ateneo y Regent, ambos acogen producciones de teatro australianas e internacionales y actuaciones en directo durante todo el año.

## Tiendas y boutiques
Collins Street es la calle de tiendas más importante de Melbourne. Las cadenas con flagship stores aquí incluyen: Prada, Louis Vuitton, Emporio Armani, Tiffany & Co, BVLGARI, Giorgio Armani, Dior, Ralph Lauren, TAG Heuer, Oroton, Cartier, Gucci, Salvatore Ferragamo, Ermenegildo Zegna, Bally, Max Mara, Hermès, Dolce & Gabbana, Hugo Boss, Georg Jensen, Paul Smith, Thomas Pink, Stuart Weitzman, Lloyd, Wolford, Montblanc, Franck Muller y Harrolds Los centros comerciales más importantes son Collins Place, Block Arcade, Georges on Collins, Collins 234, Australia on Collins y Centreway.

## Hoteles
Hay muchos hoteles situados en Collins Street. Algunos hoteles importante son: Sofitel Melbourne on Collins, The Grand Hyatt Melbourne, The Westin Melbourne, Novotel Melbourne on Collins, e InterContinental Melbourne at the Rialto.

## Arte público
Una de las estatuas más populares de Melbourne, Larry La Trobe, creada por la artista Pamela Irving, se sitúa frente a Collins Street desde el norte de Melbourne City Square.

## Instituciones
El Melbourne Club se sitúa en Collins Street. Estos edificios de estilo neorrenacentista fueron diseñados por Leonard Terry y se construyeron en 1845.
La sucursal victoriana del Reserve Bank of Australia también se sitúa en Collins Street. Sus edificios, de 1960, fueron antiguamente la oficina nacional del banco.
La mayoría de los bancos de inversión globales como Goldman Sachs o Lazard tienen sus oficinas de Melbourne en Collins Street, la mayoría en el prestigioso 101 Collins Street. Esto contribuye a la reputación de Collins Street.

## Transporte
El tranvía (rutas 48, 109 and 112) discurre por Collins Street, principalmente hacia el este de Melbourne y los Docklands.

## Galería de imágenes

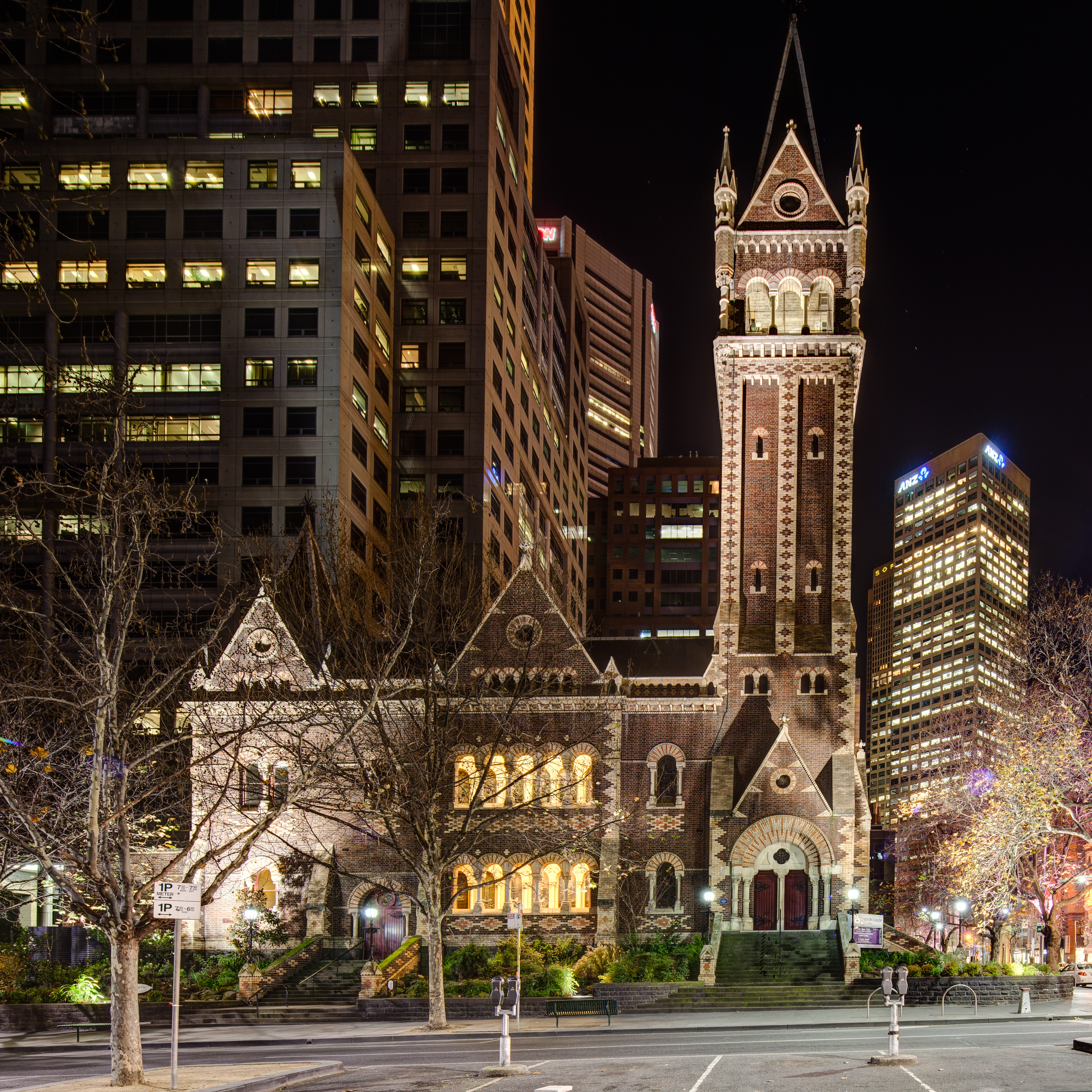
La Iglesia de San Miguel por la noche
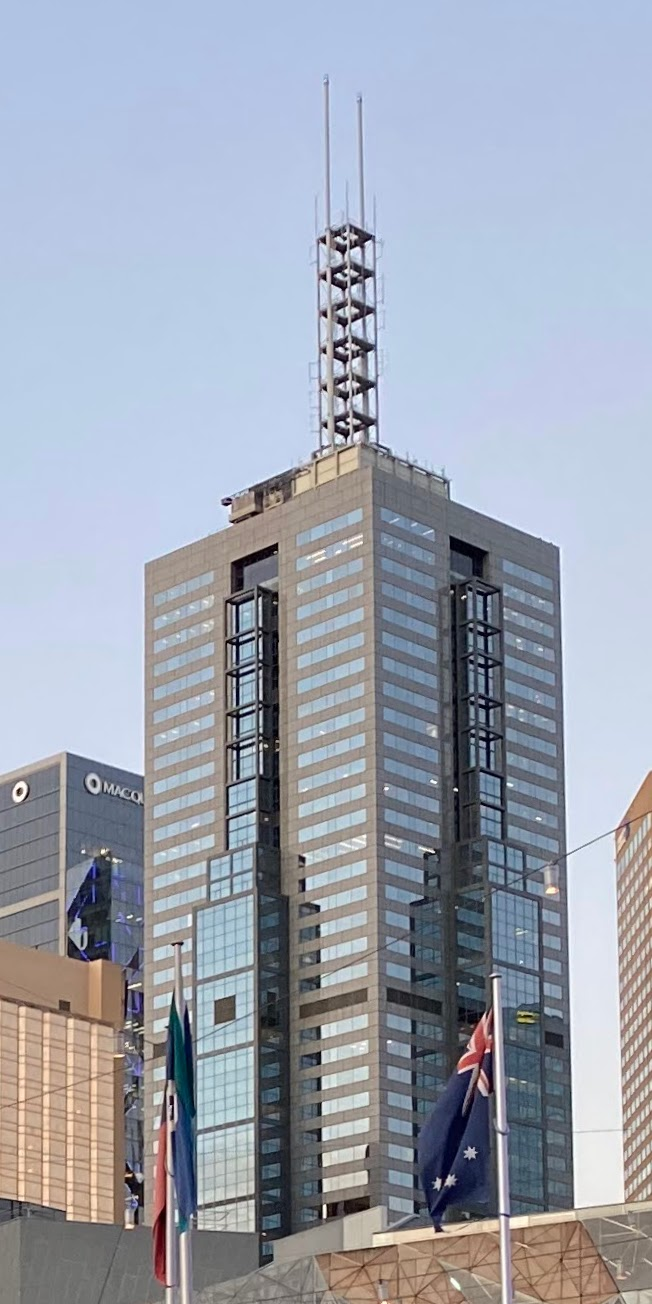
101 Collins Street
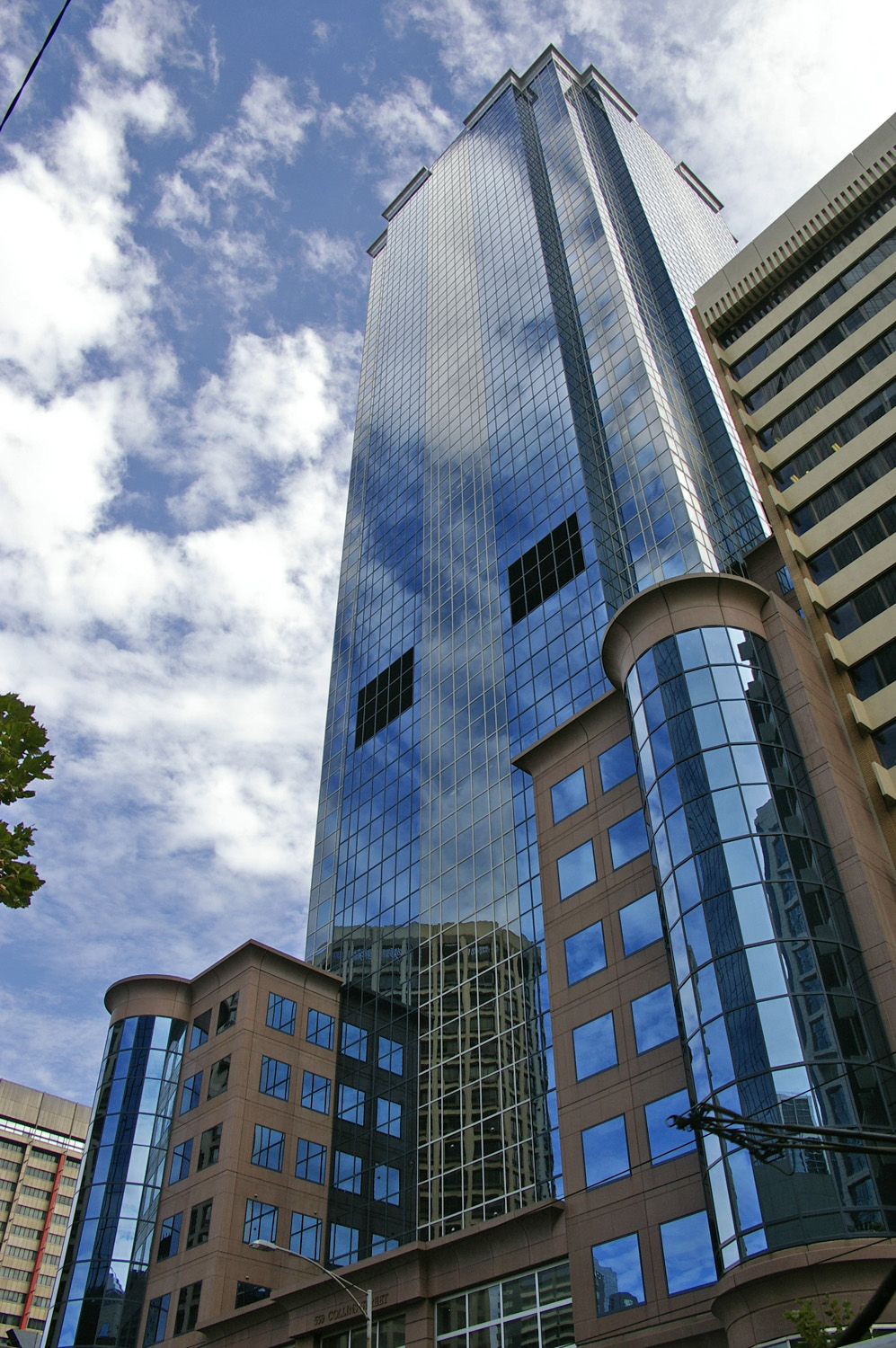
530 Collins Street
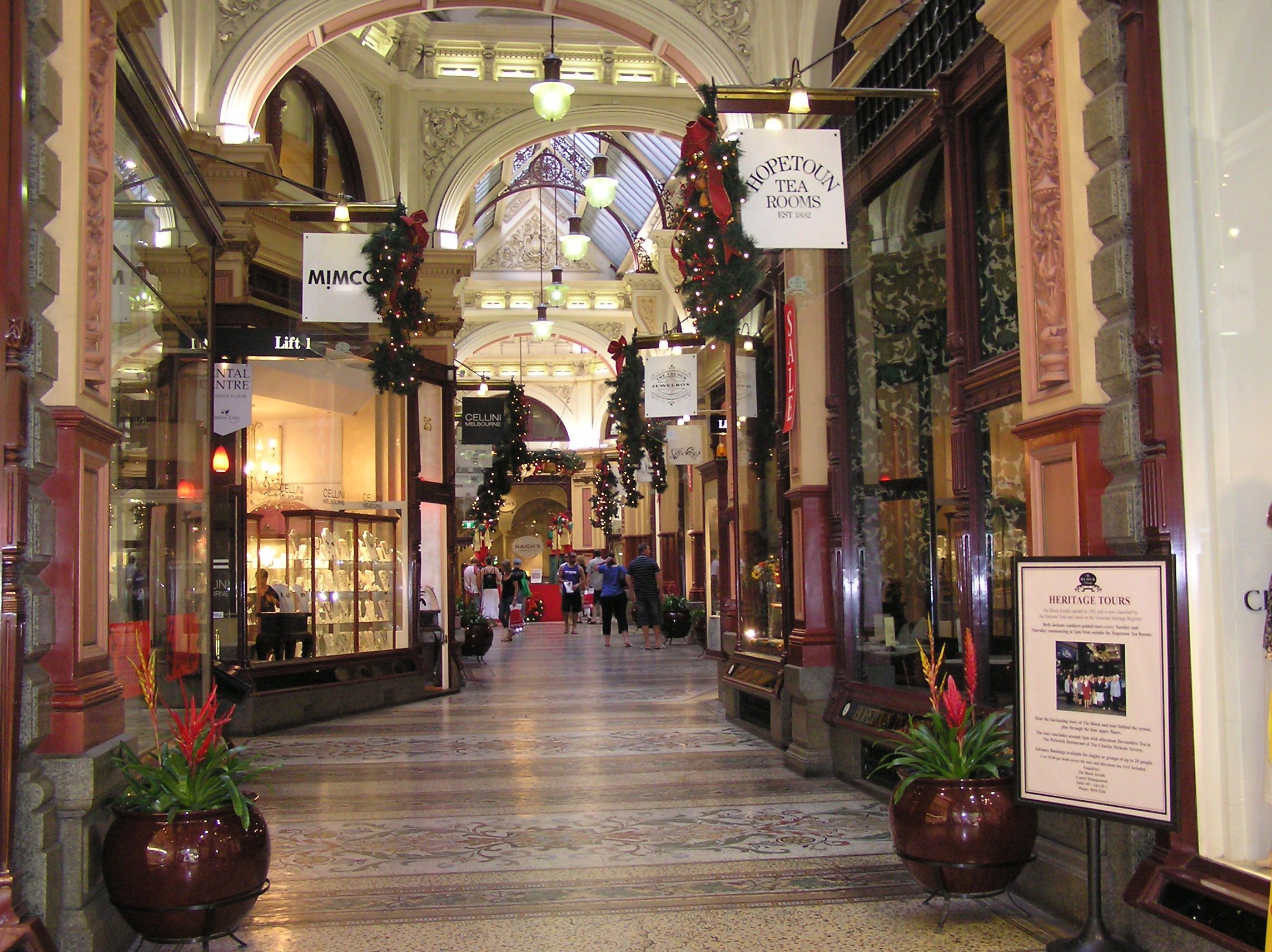
Block Arcade
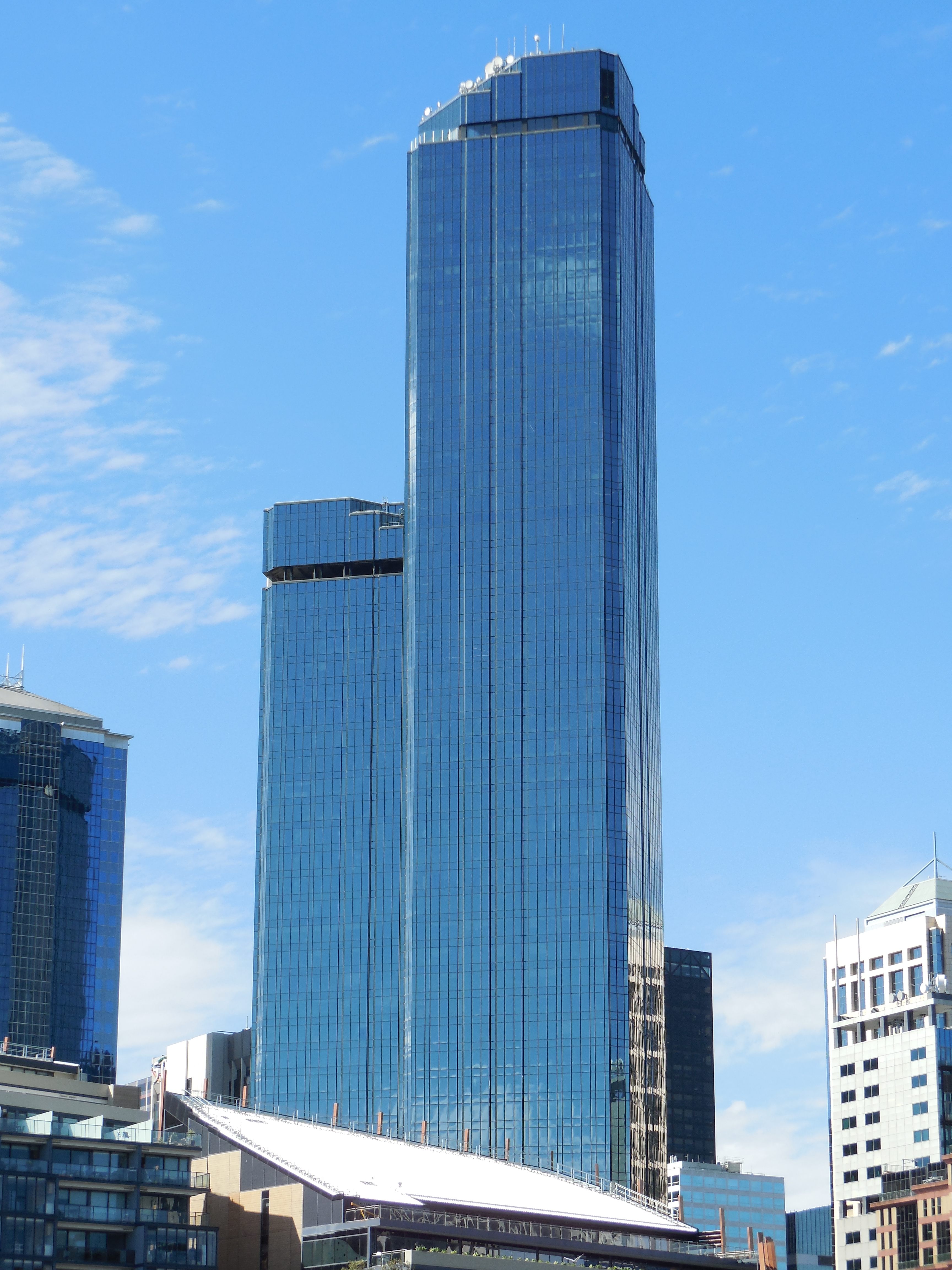
Rialto Building
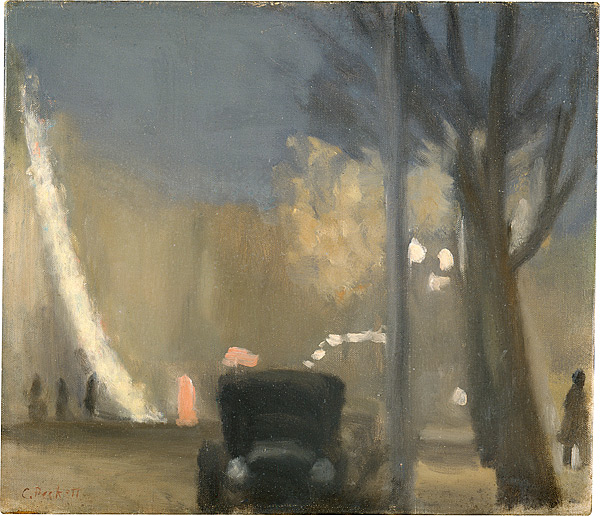
Collins Street por la tarde en 1931, por Clarice Beckett